# 27387 Chhabra
27387 Chhabra este un asteroid din centura principală de asteroizi.

## Descriere
27387 Chhabra este un asteroid din centura principală de asteroizi. A fost descoperit pe 8 martie 2000 la Socorro, New Mexico, în cadrul proiectului LINEAR. Asteroidul prezintă o orbită caracterizată de o semiaxă mare de 2,40 ua, o excentricitate de 0,05 și o înclinație de 3,9° în raport cu ecliptica.